# Beniamino Bonomi
Beniamino Bonomi (* 9. März 1968 in Verbania) ist ein ehemaliger italienischer Kanute.

## Erfolge
Beniamino Bonomi nahm fünfmal an Olympischen Spielen teil. In allen neun Wettbewerben, in denen er startete, erreichte er dabei den Endlauf. Bei den Olympischen Spielen 1988 in Seoul belegte er mit Daniele Scarpa im Zweier-Kajak über 500 Meter den neunten Platz, während er mit dem Vierer-Kajak auf der 1000-Meter-Strecke Siebter wurde. Vier Jahre darauf trat Bonomi in Barcelona lediglich im Einer-Kajak an, mit dem er das Finale über 1000 Meter auf Rang fünf beendete. Sehr erfolgreich verliefen für ihn die Olympischen Spiele 1996 in Atlanta: im Einer-Kajak musste er sich über 1000 Meter nach 3:27,073 Minuten lediglich Knut Holmann aus Norwegen geschlagen geben. Eine weitere Silbermedaille sicherte er sich mit Daniele Scarpa im Zweier-Kajak über 500 Meter. Sie gewannen zwar ihren Vor- und Halbfinallauf, unterlagen aber im Fotofinish des Endlaufs den Deutschen Kay Bluhm und Torsten Gutsche, die knapp drei Hundertstelsekunden vor den Italienern die Ziellinie überquerten.
Bei den Olympischen Spielen 2000 in Sydney bestritt Bonomi im Zweier-Kajak zwei Wettkämpfe mit Antonio Rossi. Über 500 Metern belegten sie zunächst den siebten Platz. Auf der 1000-Meter-Distanz kamen sie mit einem Vorsprung von 1,6 Sekunden vor den zweitplatzierten Schweden Markus Oscarsson und Henrik Nilsson als Erste ins Ziel und erhielten als Olympiasieger die Goldmedaille. 2004 in Athen wurden Bonomi und Rossi auf der 500-Meter-Strecke Achte und schlossen auch das Rennen über 1000 Meter einen Platz schlechter als vier Jahre zuvor ab. Einzig die beiden Schweden Oscarsson und Nilsson waren schneller gewesen, sodass für die beiden Italiener die Silbermedaille blieb.
Weitere Erfolge gelangen Bonomi auch bei Weltmeisterschaften. 1991 belegte er in Paris mit dem Einer-Kajak über 10.000 Meter den zweiten Platz. In Duisburg wurde er vier Jahre darauf mit Daniele Scarpa im Zweier-Kajak über 500 Meter Weltmeister. Bei den Weltmeisterschaften 1997 in Dartmouth folgten zweite Plätze im Einer-Kajak über 1000 Meter sowie im Zweier-Kajak über 200 und über 500 Meter. Darüber hinaus wurde er im Zweier-Kajak über 500 Meter und im Vierer-Kajak über 200 Meter bei den Weltmeisterschaften 1998 in Szeged zwei weitere Male Vizeweltmeister. 1997 gewann Bonomi bei den Europameisterschaften in Plowdiw Bronze im Einer-Kajak auf der 1000-Meter-Strecke sowie Gold im Zweier-Kajak über die 500-Meter-Distanz. Drei Gold- und drei Silbermedaillen sicherte sich Bonomi bei Mittelmeerspielen.
Nach seinem Olympiasieg im Jahr 2000 erhielt Bonomi für seine Erfolge im Kanusport das Komturkreuz des Verdienstordens der Italienischen Republik.